# Zamok
Zamok (russisk: Замок, da.: Låse) er en russisk dramafilm fra 1994 instrueret af Aleksej Balabanov. Filmen er en filmatisering af Franz Kafkas ufuldendte roman Slottet og fortæller historien om en person, der desperat forsøger at bevære sin identitet mens han kæmper mod uhyggelige og usynlige bureaukrater, der bestemmer i en landsby indefra slottet, der lægger navnet til romanen. Filmens manuskript er skrevet af Sergej Seljanov og Aleksej Balabanov.
Filmen er anerkendt for sine kostymer. Ved Nika Awards i 1994 vandt filmen prisen for best art direction" og for best costumes.

## Medvirkende
- Nikolaj Stotskij – Zemlemer
- Svetlana Pismitjenko – Frida
- Viktor Sukhorukov – Jeremiah
- Anwar Libabov – Arthur
- Igor Sjibanov – Brunswick